# Star Jones
Star Jones, nata Starlet Marie Jones e precedentemente conosciuta come Star Jones Reynolds (Badin, 24 marzo 1962), è un avvocato, personaggio televisivo e conduttrice televisiva statunitense, nota per aver presentato dal 1997 al 2006 la trasmissione The View.

## Biografia
Nata nella Carolina del Nord, da bambina la Jones si trasferì in New Jersey. Dopo aver ottenuto una laurea in legge dall'Università di Houston, venne assunta dalla NBC come corrispondente legale. La Jones lasciò la NBC nel 1994 e passò alla CBS per condurre una sua trasmissione chiamata Jones & Jury. Lo show non ebbe molto successo e fu chiuso, ma la Jones fu nominata capo analista legale del programma di attualità Inside Edition, dove seguì principalmente il caso O. J. Simpson.
Nel 1997 Barbara Walters la volle come co-conduttrice del suo nuovo show, The View. La trasmissione diede la possibilità alla Jones di farsi conoscere da un pubblico più vasto e la stessa conduttrice fu considerata un pilastro dello show fino al 27 giugno 2006. In questa data infatti, durante la diretta dell'episodio, la Jones annunciò al pubblico che avrebbe lasciato The View e ringraziò la Walters per l'opportunità concessale. Dopo la rivelazione tuttavia, la donna dichiarò alla stampa che l'abbandono di The View non era stata una sua decisione. Il giorno dopo, in apertura di puntata, la Walters disse ai telespettatori di sentirsi tradita e annunciò loro che la Jones non sarebbe apparsa più nel programma se non per alcuni segmenti preregistrati. Il nome della Jones scomparve dal sito della ABC e dai titoli di testa della trasmissione.
Le polemiche sembrarono placarsi, ma appena due anni dopo, nel 2008, Barbara Walters pubblicò la sua autobiografia, "Audition". Nel libro la Walters scrisse che Star aveva chiesto alle colleghe di tenere nascosto il suo intervento di bypass gastrico (che le aveva fatto perdere più di ventisette chili) e in un'intervista con Oprah Winfrey affermò che "Lei era clinicamente obesa. Riusciva a malapena a muoversi sul set". Inoltre riguardo all'intervento la Walters dichiarò che lei e le altre co-conduttrici di The View avevano dovuto mentire perché Star imputava le cause del dimagrimento ad una dieta e al pilates. La replica della Jones non si fece attendere; la conduttrice affermò: "È un giorno triste quando un'icona come Barbara Walters, nel tramonto della sua vita, è ridotta a bollarsi pubblicamente come un'adultera, umiliando una famiglia innocente con i conti della sua tresca illecita e parlando negativamente di me tutto con il fine di vendere un libro. Ha parlato il suo vero carattere". La Walters a sua volta ribatté di non voler nobilitare il commento della Jones con una sua risposta.
Qualche mese dopo, parlando delle sue ex-colleghe, la Jones le definì "odiose". La Walters rispose che la Jones aveva passato anni meravigliosi con loro e dichiarò che "Star è diventata una star grazie a The View". Nel 2007 la Jones ritornò in tv con un suo talk show personale, Star Jones. La trasmissione tuttavia non ottenne gli esiti sperati e fu cancellata dai palinsesti nel febbraio 2008. Dopo alcuni anni di piccole ospitate televisive, nel 2011 Star Jones tornò sugli schermi come concorrente di The Celebrity Apprentice, la versione vip del reality di Donald Trump The Apprentice.

## Vita privata
Il 13 novembre 2004, a New York, con una cerimonia molto sfarzosa, la Jones sposò il banchiere Al Reynolds. Dopo il matrimonio, la conduttrice aggiunse il cognome del marito al proprio, diventando così Star Jones Reynolds. Nell'agosto 2007 ritornò al cognome originario, motivando la scelta con la decisione di separare la vita lavorativa da quella privata. Nei primi mesi del 2008 tuttavia, Star e suo marito annunciarono il loro imminente divorzio.